# Sally and Sam
Sally and Sam ist ein im Jahr 1991 vom WDR produzierter Englischsprachkurs, der als vierteilige Fernsehserie für das Schulfernsehen konzipiert ist. Das Komikerduo Sally und Sam (Krissie Illing und Mark Britton) richtet sich an Grundschüler der 3. und 4. Jahrgangsstufe, die mit dem Englischlernen beginnen, und vermittelt erste englische Sprachkenntnisse über die Körperteile, Zählen bis zwölf, Hauseinrichtung und Tiere auf humorvolle Weise. Einspielfilme zeigen, wie englische Kinder spielen und singen.

## Folgen
1. Head to Toe[3]
2. One to Twelve[4][5]
3. Come to our House[6][7]
4. Animal Friends[8][9]